# Dasybasis senilis
Dasybasis senilis är en tvåvingeart som först beskrevs av Philippi 1865.  Dasybasis senilis ingår i släktet Dasybasis och familjen bromsar. Inga underarter finns listade i Catalogue of Life.